# Deutsch-Armenische Gesellschaft

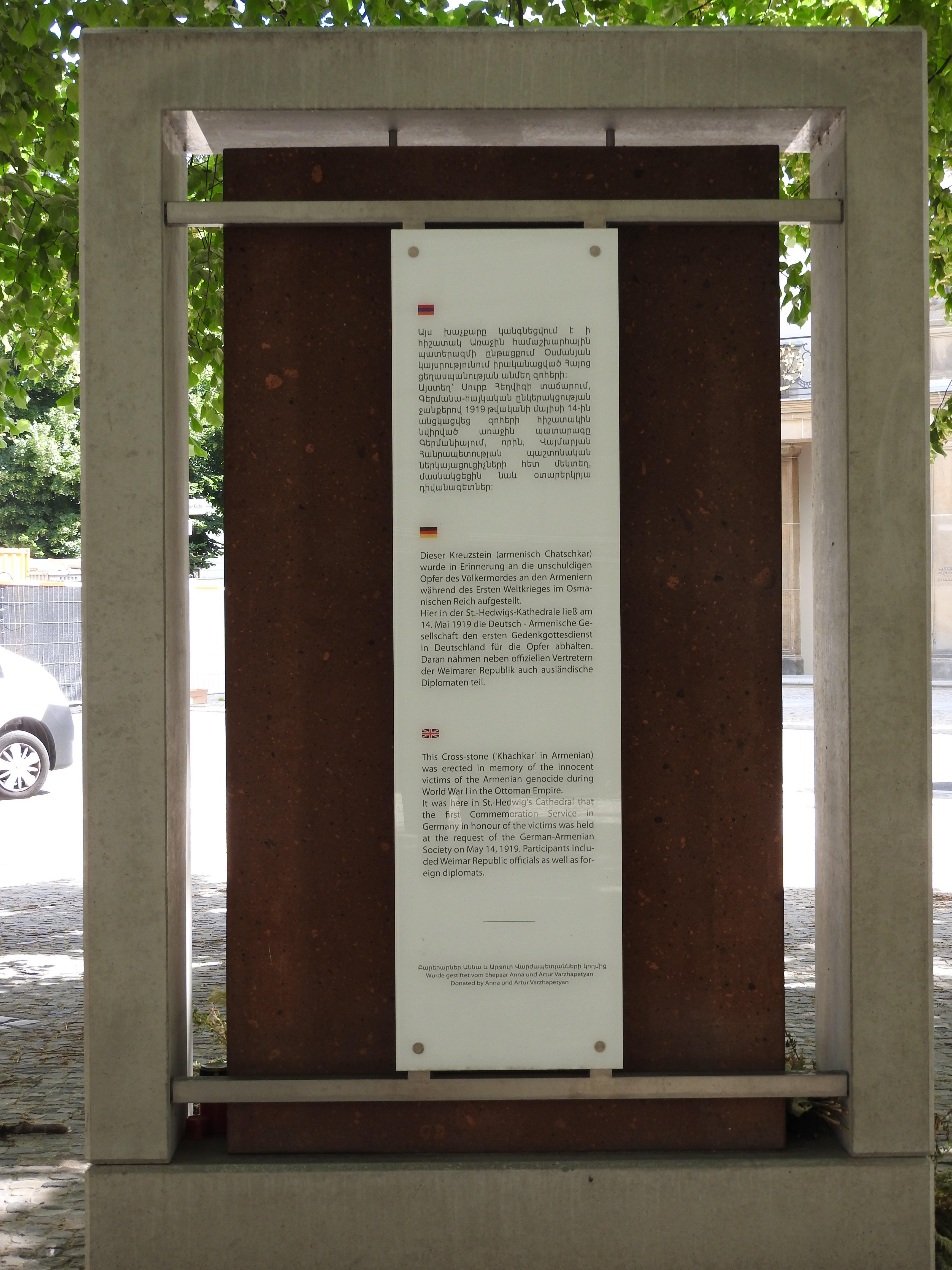
Ein Denkmal in Berlin-Mitte: „Dieser Kreuzstein (armenisch Chatschkar) wurde in Erinnerung an die unschuldigen Opfer des Völkermordes an den Armeniern [...] aufgestellt. Hier in der St.-Hedwigs-Kathedrale ließ am 14. Mai 1919 die Deutsch-Armenische Gesellschaft den ersten Gedenkgottesdienst in Deutschland für die Opfer abhalten.“

Die Deutsch-Armenische Gesellschaft (DAG) ist ein Verein, der sich vor allem die Förderung des wechselseitigen Verständnisses zwischen Deutschen und Armeniern und die Wahrung der Belange der in Deutschland lebenden Armenier zum Ziel gesetzt hat. Die DAG setzt sich darüber hinaus für die Rechte und Interessen von armenischen Minderheiten in der Türkei und anderen Ländern des Nahen und Mittleren Ostens ein.

## Geschichte
Die DAG wurde 1914 durch Johannes Lepsius, Paul Rohrbach und Awetik Issahakjan in Berlin gegründet. Lepsius war der erste Vorsitzende des Vereins. Die Initiative zur Gründung des Vereins ging vor dem Hintergrund der sich für die Armenier im Osmanischen Reich zuspitzenden Lage von Lepsius aus. Ein Jahr später begann der Völkermord an den Armeniern. Die DAG verfolgte bei ihrer Gründung das Ziel der Unabhängigkeit bzw. der Autonomie des armenischen Volkes. Die Initiative zur Gründung der DAG wurde zu dem kritischen Zeitpunkt gestartet, zu dem es als sicher galt, dass die von den Westmächten für die Armenier in den Ostprovinzen des Osmanischen Reichs geforderten Reformen von der Hohen Pforte akzeptiert werden würden und die Augen der europäischen Welt wieder einmal auf diese „armenischen Provinzen“ gelenkt waren. Umfassende Reformen für die Armenier wurden bereits seit dem Berliner Vertrag aus dem Jahre 1878 gefordert. Damals regierte Sultan Abdülhamid II. Am 8. Februar 1914 akzeptierte die jungtürkische Partei İttihat ve Terakki Cemiyeti, die zwischen 1908 und 1912 und ab 1913 das Land regierte, schlussendlich den Reformplan.
Nach dem Tod des späteren Vorsitzenden des Vereins, Rohrbach, wurde die DAG 1956 aufgelöst. 1972 wurde sie in Frankfurt am Main schließlich wieder gegründet. Heute zählt der Verein 274 Mitglieder.

## Tätigkeit
Seit 1973 publiziert der Verein die vierteljährliche Zeitschrift Armenisch-Deutsche Korrespondenz. Zu den bisherigen Buchpublikationen der DAG zählen:
- 75 Jahre Deutsch-Armenische Gesellschaft (Mainz 1989),
- Phönix aus der Asche – Armenien 80 Jahre nach dem Genozid (Frankfurt am Main 1996),
- Armenien – Geschichte und Gegenwart in einem schwierigen Umfeld (Frankfurt am Main 1998),
- Über einige politisch-rechtliche Aspekte des Berg-Karabach-Problems (Frankfurt a. M. 1999),
- 100 Jahre Deutsch-Armenische Gesellschaft – erinnern. gedenken.gestalten (Frankfurt am Main, 2014).

Die DAG organisiert verschiedene Tagungen und Vorträge und ist Mitglied der Association for the Study of Nationalities in den USA und des Instituts für Auslandsbeziehungen in Stuttgart. Der derzeitige Vorsitzende ist Raffi Kantian.